# Popi Maliotaki
Popi Maliotaki (în greacă: Πόπη Μαλλιωτάκη n. 16 octombrie 1971, Ierapetra, Grecia) este o cântăreață greacă. A lansat trei albume și două single-uri de-a lungul unei cariere muzicale de peste 20 de ani.

## Discografie

### Albume de studio
- Aparetiti Agapi Mou (Haris Akritidis feat. Popi Maliotaki, 2005)[3]
- Alli Mia Fora (2006)[4]
- Popara (2008)[5]

### Colecții
- The Best (2012)[6]

### Single-uri
- Ta Xanaleme (Mentoras feat. Popi Maliotaki, 2013)[7]
- Ta Thelo Mou (2014)[8]
- I Epityhia (2015)[9]
- Ekanes Ti Diafora (2016)[10]
- An M' Agapas (2016)[11]
- De Horizoun Oi Kardies Mas (2018)[12]
- Thema Epafis (2019)[13]
- To Klidi Tou Feggariou (2020)[14]
- Arga I Grigora (2021)[15]

### Videoclipuri
- Me Ragises (2005)
- Alli Mia Fora (2006)
- Etsi Nomizis (Maria Bekatorou feat. Popi Maliotaki, 2006)
- Popara (2008)
- Ta Xanaleme (2013)
- Ta Thelo Mou (2014)
- I Epitihia (2015)
- An M' Agapas (2016)
- De Horizoun Oi Kardies Mas (2018)
- Thema Epafis (2019)
- To Klidi Tou Feggariou (2020)
- Arga I Grigora (2021)